# Góg János
Góg János (Csongrád, 1951. november 5. –) magyar költő.

## Élete
Az általános- és középiskoláit Csongrádon végezte, diplomát és rendezői végzettséget Szegeden szerzett. Később szakvizsgázott művelődésszervezésből és Európai Uniós ismeretekből is a Szegedi Egyetemen.
Évekig a Csongrád és Vidéke ÁFÉSZ egyik vezetője, majd a Raszter Könyvkiadó megalapítja és igazgatója. Az ALFÖLD Művészeti Egyesület elnöke, a Magyar Irodalomtörténeti Társaság Szépírói Tagozatának megyei elnöke, a Föveny Irodalmi Folyóirat és az Alföldi paletta antológia főszerkesztője. 1994-2002 között városi és megyei önkormányzati képviselő, a Csongrád megyei Közgyűlés tanácsnoka. A Magyar Irodalomtörténeti Társaság Csongrád Megyei Elnöke. Tagja a Magyar Újságírók Közösségének. A költői pályán Nagy László, majd Baranyi Ferenc indította el.

## Magánélete
Nős, felesége Gógné Farsang Márta Teleki Blanka-díjas és önkormányzati Pedagógia–díjas óvodapedagógus, gyógytestnevelő, módszertani szaktanácsadó, a Szocialista Kultúráért miniszteri kitüntetés birtokosa. Két leánygyermeke született: dr. Góg Laura Pro-Scola–díjas jogász, színháztörténész, Tolnay Klári-szakértő, Góg Csenge pedig Mester-diplomás óvónő, úszó szakedző, 2002-ben a JAM „Év diákja” nemzetközi versenyének II. helyezettje volt.

## Művei
- Történelem vallató (szociográfia), 1976, Szegedi Nyomda Kiadó
- Virágok (versgyűjtemény) 1992, Raszter Kiadó
- Álom (mesék és novellák – közös kiadás) 1995, Raszter Kiadó
- Kollázs (versek) 1997, Raszter Kiadó
- Ujjlenyomatok (versek) 2001, Raszter Kiadó
- Magánügyek (novellák) 2001, Raszter Kiadó
- Napfogyatkozás (mesés kifestő) 2002, Raszter Kiadó
- Mélyből fakadó táncok (versek) 2003, Raszter Kiadó
- Szonettkoszorú (szonettek kedveseimnek) 2004, Raszter Kiadó
- Sárból tapasztott város (versek) 2005, Raszter Kiadó
- A hatalom tarisznyája (mesés kifestő) 2006, Raszter Kiadó
- Karcok a homokba (prózai írások, publicisztikák) 2007, Raszter Kiadó
- Húrok rezdülése (versek), 2008, Raszter Kiadó
- "Ördöngös pegazus" (versek), 2010, Raszter Kiadó
- "60 vers" (versek) 2012, Raszter Kiadó
- "Pitypangoló" (gyermekversek) 2013. Raszter Kiadó
- "Szitál a fény" (válogatott versek) 2013. RÍM Kiadó
- válogatott és új VERSEK (versek) 2015. Raszter Kiadó
- Tisza-parti ERATO (versek) 2015. Raszter Kiadó
- (Cs)alagút (publicisztikák) 2017. Raszter Kiadó
- A Parnasszus lépcsőjén (versek) 2018. Raszter Kiadó
- Hűség és lázadás (regény) 2019. Raszter Kiadó
- Tisza-parti ERATO II. bővített kiadás (versek) 2020. Raszter Kiadó
- Leplezetlenül. Életinterjú a 70 éves Góg Jánossal; riporter Udvarhelyi András; Raszter, Csongrád, 2021

Közel száz antológiában jelentek meg művei, legújabban az Irodalmi Rádióban hallhatók írásai. Életrajza olvasható az Irodalmi Kislexikonban is. Több kötetéhez Faludy György Kossuth-díjas és Baranyi Ferenc Kossuth-díjas költő írt méltató utószót, illetve ajánlást. Írásai megjelentek már Kanadában, az Egyesült Államokban, Spanyolországban, Jugoszláviában, Romániában és Szlovéniában is. Verseit jelenleg olasz-, francia- és német nyelvre fordítják.

## Tagságai
- Magyar Irodalomtörténeti Társaság, Csongrád Megyei elnök (2009–)
- Magyar Irodalomtörténeti Társaság Szépírói Tagozata, alapító, Csongrád Megyei elnök (2009–)
- Alföld Művészeti Egyesület alapító, elnök (1997–)
- Alföld Néptáncegyüttes alapító, vezető (1974 – 1989, 2004 – menedzser)
- Géniusz Ifjúsági Klub alapító, vezető (1973–1978)
- Faludy György Irodalmi Műhely alapító, elnök (1970–)
- Dél-alföldi Gyógy- és termálfürdők Kh. Egyesület, alelnök (1999-2008)
- Föveny Irodalmi folyóirat alapító, főszerkesztő (2000–)
- Üzenet Társainak antológia alapító, főszerkesztő (2000– 2010)
- A Magyar Kultúra Lovagja (2001-)
- Alföldi paletta antológia alapító, főszerkesztő (2010–)
- Szárnypróbálgatók antológia alapító, főszerkesztő (2003–)
- Pince-pódium alapító, vezető (2002-2006)
- Galéria Teátrum alapító, vezető (2006-2010)
- Szabad-tér Irodalmi Pódium, vezető (2011–)
- Magyar Újságírók Közössége tag (2017–)